# Vera Kluth
Vera Margot Ursula Kluth (* 11. April 1925 in Berlin-Charlottenburg; † 4. November 2017 in Berlin) war eine deutsche Schauspielerin, Hörspiel- und Synchronsprecherin.

## Leben
Vera Kluth wurde als Tochter des Architekten Paul Kluth und seiner Frau Alwine (geb. Stünckel) geboren. Schon mit 5 Jahren nahm sie Tanzunterricht bei Harald Kreutzberg. Sie absolvierte eine Ausbildung an der Staatlichen Schauspielschule Berlin unter Maria Koppenhöfer und bestand im Juli 1944 die Eignungsprüfung der Reichstheaterkammer in der Kunstgattung Schauspiel. 1945 gab sie am Theater Schöneberg-Friedenau in Berlin ihr Bühnendebüt. Weitere Theaterengagements führten sie nach Annaberg-Buchholz, Magdeburg, Dessau, Leipzig und Berlin. Dort spielte sie zunächst am Berliner Ensemble. Ab 1955 gehörte sie dann im Westen der Stadt zum Ensemble der Vaganten Bühne. Beim Kriminalschauspiel Staatsanwalt Olafson von Georg Braun 1955 arbeitete sie als Brauns Regieassistentin, bei Der Mann, den sein Gewissen trieb von Maurice Rostand war sie 1956 Brauns Co-Regisseurin. Sartres Geschlossene Gesellschaft, womit die Vaganten 1959 an kleineren Bühnen in West-Deutschland gastierten, inszenierte sie selbst.
Mit der Rolle der La Pontia in Bernada Albas Haus am Pfalztheater Kaiserslautern nahm Kluth 1979 ihren Abschied von der Bühne.
Vera Kluth spielte in Film- und Fernsehproduktionen mit, wie in Carlo Rolas Thriller Der stille Herr Genardy oder in der Didi-Hallervorden-Komödie Mein Gott, Willi! und übernahm Gastrollen in Fernsehserien und -reihen wie Tatort, Liebling Kreuzberg, Alles was Recht ist und Drei Damen vom Grill.
Außerdem arbeitete sie umfangreich als Sprecherin für Hörspiel und Filmsynchronisation.
Vera Kluth ist nicht identisch mit der Malerin und Graphikerin gleichen Namens (* 1934).

## Filmografie (Auswahl)
- 1960: Waldhausstraße 20; Regie: John Olden
- 1970: Familie Bergmann; Regie: Thomas Engel; Rolle: Frau Schenk
- 1974: Lohn und Liebe; Regie: Marianne Lüdcke, Ingo Kratisch; Rolle: Kellnerin
- 1975: Der Alte; Regie: Rainer Wolffhardt; Rolle: Erika
- 1975: Berlin – 0:00 bis 24:00; Regie: Peter Harlos; Rolle: Frau Engelmann
- 1975: Die Zwangsjacke; Regie: Rainer Horbelt; Rolle: Rosemarie Lambers
- 1975: Im Zweifel gegen den Angeklagten? – Der Fall Dietrich Derz; Regie: Georg Althammer; Rolle: Frau Schober
- 1976: Der Umsetzer; Regie: Benno Trautmann, Antonia Lerch
- 1977: Das Hochzeitsfest; Regie: Karl Fruchtmann; Rolle: Emily White
- 1977: Endstation Paradies; Regie: Thomas Engel; Rolle: Frau Köhler
- 1977: Ein Mann will nach oben; Regie: Herbert Ballmann; Rolle: Frau Schlemmer
- 1978: Die Ratten; Regie: Rudolf Noelte; Rolle: Frau Fellgiebel
- 1978: Tatort: Sterne für den Orient; Regie: Günter Gräwert; Rolle: Ingrid
- 1979: Tatort: Ein Schuß zuviel; Regie: Hartmut Griesmayr; Rolle: Frau Jakobs
- 1979: Tatort: Gefährliche Träume; Regie: Günter Gräwert; Rolle: Frau Gerlach
- 1980: Mein Gott, Willi!; Regie: Ralf Gregan
- 1980: Es wäre nett, wenn du vor mir stirbst; Regie: Lisa Kristwaldt, Richard Hey; Rolle: Cellistin
- 1981: Die zweite Haut; Regie: Frank Beyer
- 1982: Besuch von drüben; Rolle: Frau Bachholz
- 1982: Leben im Winter; Regie: Hartmut Griesmayr; Rolle: Anna
- 1982: Die Stunde des Löwen; Regie: Hartmut Griesmayr; Rolle: Frau Burger
- 1982: Wer raucht die Letzte?; Regie: Hartmut Griesmayr; Rolle: Maria Hüttich
- 1982: Treibjagd; Regie: Hans Bernd Müller
- 1983: Tatort – Fluppys Masche; Regie: Wolfgang Luderer
- 1983: Drei Damen vom Grill; Regie: Hans Heinrich; Rolle: Tauben-Else
- 1983: Das doppelte Pensum; Regie: Detlef Rönfeldt; Rolle: Herta Kramer
- 1985: Berliner Weiße mit Schuß; Regie: Ralf Gregan
- 1986: Liebling Kreuzberg – Kleine Fische; Regie: Heinz Schirk; Rolle: Staatsanwältin Belfert
- 1986: Alles was Recht ist – Musik liegt in der Luft; Regie: Peter Weck; Rolle: Sigrid Keil
- 1987: Wartesaal zum kleinen Glück – Der goldene Löffel; Rolle: Emmy
- 1989: So viel Glück... zum Nulltarif; Regie: Susanne Abel; Rolle: Klofrau Edith Hermann
- 1990: Praxis Bülowbogen; Regie: Wolf Dietrich; Rolle: Frau Rasch
- 1991: Tatort – Blutwurstwalzer; Regie: Wolfgang Becker; Rolle: Hausmeisterin
- 1991: Haus am See; Regie: Ilse Hofmann; Rolle: Frau Arnim
- 1997: Der stille Herr Genardy; Regie: Carlo Rola
- 1998: Ich Chef, Du Turnschuh; Regie: Hussi Kutlucan
- 2000: Ben & Maria – Liebe auf den zweiten Blick; Regie: Uwe Janson; Rolle: Pensionswirtin
- 2000: Beutolomäus (Adventskalender) Folgen 13 und 19; Regie: Thomas Unger
- 2001: Freudenhaus; Regie: Veit Helmer; Rolle: Frau Lingner
- 2001: Victor, der Schutzengel – Die zweite Chance; Regie: Michael Wenning; Rolle: Edith
- 2014: Quatsch und die Nasenbärbande; Regie: Veit Helmer; Rolle: Frieda

## Hörspiele (Auswahl)
- 1952: Der Biberpelz; Regie: Wilhelm Semmelroth, mit Berta Drews, Erich Dunskus, NWDR.
- 1957: Eine Chance für Humbsch; Regie: Hans Bernd Müller, mit Günter Pfitzmann, Gudrun Genest, SWF.
- 1959: Weihnachten war’s; Regie: Lothar Schluck, mit Karen Wellmann, Renée Stobrawa, RIAS.
- 1962: Vorstadtkönig; Regie: Erich Köhler, mit Katharina Wesse, Hans Krull, SFB.
- 1969: Sonniger Nachmittag; Regie: Friedhelm von Petersson, mit Paul Edwin Roth, Friedrich W. Bauschulte, SFB.
- 1970: Ein Trauerfall; Regie: Wolfgang Wölfer, mit Renate Danz, Joachim Nottke, SFB.
- 1977: Geschnetzelte Freitage; Regie: Wolfgang Wölfer, mit Annetraut Lutz, Helga Kraus, NDR.
- 1980: Fröhliche Endzeit; Regie: Hans Bernd Müller, mit Rudi Schmitt, Joachim Pukaß, SFB.
- 1982: Treibjagd; SR.
- 1986: Der moderne Tod der Maria Mall; Regie: Ursula Weck, mit Katharina Brauren, Erich Schwarz, SFB.
- 1987: Am Ende des Weges … Die Reise von Günther Anders; Regie: Hans Bernd Müller, mit Hans-Helmut Dickow, SFB.
- 1987: Für Mama zum Muttertag; Regie: Ulli Herzog, mit Wolfgang Condrus, Regina Lemnitz, SFB.
- 1988: Pointer und die Herren im Dunkeln; Regie: Bernd Lau, mit Thomas Ahrens, Jockel Tschiersch, SFB.
- 1988: Guten Tag, Lieber Wal; Regie: Ulli Herzog, mit Helmut Heyne, Friedhelm Ptok, SFB.
- 1988: Ballade vom Tag, der nicht vorüber ist; Regie: Norbert Schaeffer, mit Gottfried John, Monica Hansen, SWR.
- 1988: 24 Täter hat der Tag; Regie: Angelika Maiworm, mit Arnold Marquis, Manfred Lehmann, SFB.
- 1988: Unser Vater der du bist in der Hölle; Regie: Waclaw Stawny, mit Roland Schäfer, NPR Washington / SFB
- 1989: Kucksi – Das Seehundbaby; Regie: Ulli Herzog, mit Hubertus Bengsch, Hermann Ebeling, SFB.
- 1989: Das Klingeln an der Wohnungstür; Regie: Werner Klein, mit Christian Brückner, Maren Kroymann, SFB.
- 1989: Begräbnis erster Klasse; Regie: Walter Adler, mit Heinz Heribert Czerniak, Peter Simonischek, SFB.
- 1989: Search/Auf der Suche; Regie: Ludwig Schultze, mit Peter Matić, Hans W. Hamacher, SFB.
- 1989: Drachenflügel; Regie: Ulli Herzog, mit Christian Brückner, Maren Kroymann, SFB.
- 1990: Schöneberg (pick up); Regie: Angelika Maiworm, mit Christian Brückner, Gudrun Genest, SFB.
- 1993: Nix; Regie: Barbara Schäfer, mit Bernd Michael Lade, Hansjürgen Hürrig, SFB.

## Theater
- 1945: Im weißen Röß'l von Oskar Blumenthal u. Gustav Kadelburg; Regie: Bruno Harprecht; Theater Schöneberg-Friedenau in der Aula der Offenbach-Schule in Berlin; Rolle: Mirzl, Stubenmädchen
- 1946: Der kleine Herr Niemand von Just Scheu und Ernst Nebhut; Regie: Otto Haag; Olympia-Bühne (Theater an der Heerstraße) in Berlin-Westend; Rolle: Lucie, Sekretärin
- 1946: Der Sprung in die Ehe von Max Reimann und Otto Schwartz; Regie: Hubertus von Portatius; Olympia-Bühne (Theater an der Heerstraße); Rolle: Charlotte Arnstaedt
- 1946: Frühlings Erwachen von Frank Wedekind; Regie: Otto Haag; Olympia-Bühne (Theater an der Heerstraße); Rolle: Ilse
- 1946: Ingeborg von Curt Götz; Regie: Eugen Schaub; Stadttheater Annaberg-Buchholz; Rolle: Ingeborg
- 1947: Das lebenslängliche Kind von Erich Kästner; Regie: Bruno Harprecht; Stadttheater Schöneberg-Friedenau im Bürgersaal des Neuen Rathauses Rudolph-Wilde-Platz; Rolle: Sonja Billert
- 1947: Eine kleine Stadt von Thornton Wilder; Regie: Max Krüger; Stadttheater Schöneberg-Friedenau im Schöneberger Bürgersaal; Rolle: Becky Gibbs
- 1947: Voruntersuchung von Max Alsberg und Otto Ernst Hesse; Regie: Max Krüger; Stadttheater Schöneberg-Friedenau in der Aula der Offenbach-Schule; Rolle: Stubenmädchen
- 1947: Die Prinzessin auf der Erbse von Robert Bürkner; Regie: Klaus Behrendt; Stadttheater Annaberg-Buchholz; Rolle: Prinzesschen
- 1947: Der Geizige von Molière; Regie: Walter Laven; Stadttheater Annaberg-Buchholz; Rolle: Marianne, Liebhaberin Cleants und geliebt von Harpagon
- 1947: Hoffmanns Erzählungen von Jacques Offenbach; Regie Fritz Baschata; Stadttheater Annaberg-Buchholz; Rolle: Stella
- 1947: Wette um Claudia von Fred Kersten-Kirchhoff; Regie: Eugen Schaub; Stadttheater Annaberg-Buchholz; Rolle: Claudia
- 1947: Polterabend von Leo Lenz und Waldemar Frank; Regie: Walter Laven; Stadttheater Annaberg-Buchholz; Rolle: Hilde
- 1947: Liebgundeleins Himmelfahrt von Waldemar Wenzel; Regie: Waldemar Wenzel; Stadttheater Annaberg-Buchholz; Rolle: Prinzessin Liebgundelein
- 1947: Der Chirurg von Alexander Korneitschuk; Regie: Eugen Schaub; Stadttheater Annaberg-Buchholz; Rolle: Olja, Krankenschwester
- 1947: Häslein hüpf von Karl Knurrhahn; Regie: Max Stallmann; Stadttheater Annaberg-Buchholz; Rolle: Blütenfee
- 1947: Ein toller Seitensprung von A.W. Zell; Regie: Otto Bredow; Puhlmann-Theater und Universum Film-Bühne in der Landsberger Straße 43 in Berlin: Rolle: Lorita Castelli, Dompteuse
- 1948: Der wahre Jakob von Franz Arnold und Ernst Bach; Regie: Manfred Schäffer; Deutsche Bühne Berlin; Rolle: Yvette, Milas Tochter aus erster Ehe
- 1948: Familie Professor Linden von John B. Priestley; Regie: Karl Kendzia; Landestheater Sachsen-Anhalt in Halle; Rolle: Marion de Vaury
- 1948: Volpone von Ben Jonson, frei bearbeitet von Stefan Zweig; Regie: Karl Kendzia; Landestheater Sachsen-Anhalt; Rolle: Canina, eine Kurtisane
- 1948: Was den Damen gefällt von Eugène Scribe; Regie: Gerhard Overhoff; Landestheater Sachsen-Anhalt; Rolle: Leonie von Villegentier
- 1948: Zwischen Gestern und Morgen (Wassa Schelesnowa) von Maxim Gorki; Regie: Günther Stark; Landestheater Sachsen-Anhalt; Rolle: Lisa, Stubenmädchen
- 1948: Hokuspokus von Curt Goetz; Regie: Gerhard Overhoff; Landestheater Sachsen-Anhalt; Rolle: Zofe und Kassiererin
- 1948: Kater Lampe von Emil Rosenow; Regie: Erich Brauer; Landestheater Sachsen-Anhalt; Rolle: Frau Neubert
- 1949: Sturm im Wasserglas von Bruno Frank; Regie: Gerhard Overhoff; Landestheater Sachsen-Anhalt; Rolle: Lisa
- 1949: Leonce und Lena von Georg Bücher; Regie: Hans-Dieter Schlegel; Landestheater Sachsen-Anhalt; Rolle: Gouvernante
- 1949: Herr Puntila und sein Knecht Matti von Bertolt Brecht; Regie: Karl Kendzia; Landestheater Sachsen-Anhalt; Rolle: Branntwein-Emma
- 1950: Die Insel des Friedens von Jewgeni Petrow; Regie: Karl Kendzia; Thalia-Theater (Landestheater Sachsen-Anhalt); Rolle: Mrs. Simpson
- 1950: Tischlein, deck dich, Esel, streck dich, Knüppel, aus dem Sack von Robert Bürkner; Regie: Hans-Dieter Schlegel, Kammerspiele des Landestheaters Sachsen-Anhalt; Rolle: Magd Guste
- 1950: Das krumme Gewerbe von Ewan MacColl; Regie: Günther Stark; Thalia-Theater (Landestheater Sachsen-Anhalt); Rolle: Kate
- 1950: Zweimal Amphitryon von Georg Kaiser; Regie: Günther Stark; Landestheater Sachsen-Anhalt; Rolle: Dienerin
- 1950: Alle meine Söhne von Arthur Miller; Regie: Herbert Schneider; Thalia-Theater (Landestheater Sachsen-Anhalt); Rolle: Lydia Lubey
- 1950: Ilja Golowin und seine Wandlung von Sergej Michalkow; Regie: Horst Reinecke; Städtische Bühnen Magdeburg im Maxim-Gorki-Theater Berlin; Rolle: Lisa
- 1951: Komödie der Irrungen von William Shakespeare; Regie: Richard Ulrich; Städtische Bühnen Magdeburg; Rolle: Luciana
- 1951: Die zwölf Monate von Samuil Marschak; Regie: Ludwig Friedrich; Städtische Bühnen Magdeburg im Maxim-Gorki-Theater; Rolle: Tochter
- 1951: Jegor Bulytschow und die anderen von Maxim Gorki; Regie: Horst Reinecke; Städtische Bühnen Magdeburg; Rolle: Clafira
- 1951: Wilhelm Tell von Friedrich Schiller; Regie: Hans Geißler; Städtische Bühnen Magdeburg; Rolle: Armgard (gemeinsam mit Lieselotte Adam)
- 1951: Amphitryon von Heinrich von Kleist; Regie: Joachim Wichmann; Städtische Bühnen Magdeburg; Rolle: Charis
- 1951: Zeuge Kretschmar von Otto Müller-Glösa; Regie: Ludwig Friedrich; Städtische Bühnen Magdeburg; Rolle: Hede Winkler
- 1951: Dame Kobold von Calderon; Regie: Richard Ulrich; Städtische Bühnen Magdeburg; Rolle: Isabel
- 1951: Minna von Barnhelm von Gotthold Ephraim Lessing; Regie: Hans Geißler; Städtische Bühnen Magdeburg; Rolle: Eine Dame in Trauer
- 1951: Der große Verrat von Ernst Fischer; Regie: Städtische Bühnen Magdeburg; Rolle: Bäuerin
- 1952: Ein Heiratsantrag von Anton Tschechow; Regie: Hans Geißler; Städtische Bühnen Magdeburg; Rolle: Natalia Stepanowna
- 1952: Die Ratten von Gerhart Hauptmann; Regie: Werner Friedrich Dissel; Städtische Bühnen Magdeburg; Rolle: Pauline Piperkarcka
- 1952: Bürgermeister Anna von Friedrich Wolf; Regie: Rudolf H. Krieg; Städtische Bühnen Magdeburg; Rolle: Ursel
- 1952: Der arme Konrad von Friedrich Wolf; Regie: Ludwig Friedrich; Städtische Bühnen Magdeburg; Rolle: Anna
- 1952: Der zerbrochene Krug von Heinrich von Kleist; Regie: Kurt Steingraf; Städtische Bühnen Magdeburg; Rolle: Eve
- 1952: In einer Stadt von Anatoli Sofronow; Regie: Wolfgang Heidmann; Städtische Bühnen Magdeburg; Rolle: Jewgenija Wladimirowna Ratnikowa
- 1952: Der fliegende Teppich von Klaus Eidam; Regie: Werner Friedrich Dissel; Städtische Bühnen Magdeburg; Rolle: Leila
- 1953: Der Hut von Axel von Ambesser; Regie: Ulrich Holler; Wolfgang-Borchert-Bühne in Berlin-Schöneberg; Rolle: Olly Magenthaler, Bardame (gemeinsam mit Toska Dohnke)
- 1955: Hafenbar von Manfred Hausmann; Regie: Eberhard Johow; Die Vaganten im Theatersaal der Freien Universität Berlin; Rolle: Gerda Leffers
- 1955: Alle Tore waren bewacht von Ingeborg Drewitz; Regie: Eberhard Johow; Die Vaganten im Matthäus-Saal in Berlin-Steglitz; Rolle: Bergsträsser
- 1956: Der öffentliche Ankläger von Fritz Hochwälder; Regie: Malte Petzel; Kleines Theater Bamberg; Rolle: Theresia Tallien
- 1956: Der Fischbecker Wandteppich von Manfred Hausmann; Regie: Hans Bernd Müller; Die Vaganten; Rolle: Rickberts Ehefrau Helmburges
- 1956–58: Geschlossene Gesellschaft von Jean-Paul Sartre; Regie: Horst Sachtleben; Die Vaganten; Rolle: Ines
- 1957: Draußen vor der Tür von Wolfgang Borchert; Regie: Horst Sachtleben; Die Vaganten; Rolle: Beckmanns Frau
- 1957: Ein Tag im siebenten Himmel von Albin Stuebs; Regie: Hans Bernd Müller; Die Vaganten; Rolle: Gräfin Struvenanger
- 1958: Der Tausch von Paul Claudel; Regie: Günter Hess; Die Vagantenbühne; Rolle: Lechy Elbernon
- 1959: Die Schreibmaschine von Jean Cocteau; Regie: Lothar Hirschmann; Die Vaganten; Rolle: Solange
- 1959: Epitaph für George Dillon von John Osborne und Anthony Creighton; Regie: John Olden; Berliner Theater; Rolle: Nora Elliot
- 1959: Monpti von Gábor von Vaszary; Regie: Wolfgang Glück; Berliner Theater; Rolle: diverse
- 1959: Das heiße Herz von John Patrick; Regie: Pieter Sven Klein; Berliner Theater; Rolle: Schwester Margaret
- 1960: Dr. med. Hiob Prätorius von Curt Goetz; Regie: Carl-Heinz Schroth; Hebbel-Theater Berlin; Rolle: Oberschwester
- 1961: Pünktchen und Anton von Erich Kästner; Regie: Ursula Zajonc; Das Ensemble, Christliche Bühne Berlin; Rolle: Pünktchens Mutter Frau Pogge
- 1962: Der Belagerungszustand von Albert Camus; Regie: Hans Lietzau; Ensemble der Ruhrfestspiele; Rolle: eine der Frauen
- 1963: Nora oder Ein Puppenheim von Henrik Ibsen; Regie: Georg Immelmann; Landesbühne Hannover; Rolle: Frau Linde
- 1963: Tag für Tag von Arnold Wesker; Regie: Hagen Mueller-Stahl; Schaubühne am Halleschen Ufer Berlin; Rolle: Pearl Bryant
- 1964: Krach im Hinterhaus von Maximilian Böttcher; Regie: Malte Petzel; Hansa-Theater in Berlin-Moabit; Rolle: Malchen
- 1964: Der Kaiser vom Alexanderplatz von Horst Pillau; Regie: Erik Ode; Hebbel-Theater; Rolle: Frau Latusius
- 1967: Tom Sawyers Abenteuer von Mark Twain; Regie: Ursula Zajonc; Berliner Kammerspiele in Alt-Moabit 99; Rolle: Frau Taschner
- 1967: Robinson soll nicht sterben von Friedrich Forster; Regie: Ursula Zajonc; Berliner Kammerspiele in Alt-Moabit 99; Rolle: Miss Hackit
- 1969: Baal von Bertolt Brecht; Regie: Jörg-Dieter Haas und Jürgen Schnitthelm; Schaubühne am Halleschen Ufer; Rolle: Baals Mutter
- 1970: Der kaukasische Kreidekreis von Bertolt Brecht; Regie: Werner Vespermann; Pfalztheater Kaiserslautern; Rollen: Köchin, Bäuerin, Grusches Schwiegermutter
- 1970: Max und Moritz von Kurt Longa nach Wilhelm Busch; Regie: Otto Zehnder; Pfalztheater Kaiserslautern; Rolle: Witwe Bolte
- 1971: Maria Stuart von Friedrich Schiller; Regie: Rudolf Krieg; Pfalztheater Kaiserslautern; Rolle: Hanna Kennedy
- 1971: Liliom von Franz Molnar; Regie: Otto Zehnder; Pfalztheater Kaiserslautern; Rolle: Frau Hollunder
- 1971: Der Teufel mit den drei goldenen Haaren von Wolf-Dietrich Sprenger nach den Brüdern Grimm; Regie: Klaus Götte; Pfalztheater Kaiserslautern; Rolle: Müllerin
- 1971: Show Boat (Das Komödiantenschiff) von Oscar Hammerstein II; Regie: Rolf Lansky; Pfalztheater Kaiserslautern; Rolle: Parthy Ann Hawks
- 1972: Landshuter Erzählungen von Martin Sperr; Regie: Rudolf Krieg; Pfalztheater Kaiserslautern; Rolle: Marha
- 1972: Krieg im dritten Stock von Pavel Kohout; Regie: Klaus Götte; Pfalztheater Kaiserslautern; Rolle: Frau Blahová
- 1975: Hurra – ein Junge! von Franz Arnold und Ernst Bach; Regie: Horst Braun; Berliner Künstlerförderung: Produktion der Künstlerförderung für die kulturelle Seniorenbetreuung; Rolle: Mathilde
- 1979: Bernada Albas Haus von Federico García Lorca; Regie: Petra Dannenhöfer; Pfalztheater Kaiserslautern; Rolle: La Poncia, Magd